# Gonçalo Pires Bandeira
Gonçalo Pires Bandeira ( Resende, São Martinho de Mouros / Besteiros (actualmente Tondela ), São Salvador de Castelãos o Castelões, Vila de Rei - ? ) fue un escudero y caballero en Portugal.

## Origen
Elli Juzarte fue un sajón británico de ascendencia escocesa pero del territorio anglosajón de Lencaster y también abuelo de Gonçalo Pires, da Bandeira, Juzarte, Guzarte o Lizard   y nacido Gonçalo Pires Juzarte, descendiente de André Juzarte y su esposa Catarina Neto, hermana de Brás Neto y nieto paterno de Pedro o João Rodrigues Juzarte, estribeiro del infante Pedro de Portugal , 2.º duque de Coímbra, hijo del rey Juan I de Portugal, y su primera cónyuge Catarina Anes da Veiga, hija de João Esteves da Veiga y su esposa Leonor Anes de Vasconcelos, aunque esto no ha sido corroborado por investigadores posteriores. De él provienen los condes de Avillez, los vizcondes de Cidraes, entre otros.

## Biografía
Fue escudero de Gonçalo Vaz Pinto de Sousa, 2.º señor de los municipios o parroquias: Ferreiros y Tendais; y distinguido escudero de la Casa del entonces infante heredero João de Portugal, que posteriormente gobernó bajo el título de Juan II de Portugal. En tal calidad, y siendo compañero de Duarte de Almeida, el Decado, en la Batalla que Alfonso V de Portugal tuvo en Toro contra Isabel I y Fernando V, ocurrido el 1 de marzo de 1476, no sólo combatió y peleó con mucho valor, sino que el estandarte real ya estaba en poder de los castellanos, tras la horrible mutilación de aquel valiente guerrero; Fue entonces cuando Gonçalo Pires Juzarte se precipitó entre ellos y logró luchar hasta recuperar la bandera real del Rey de Portugal, tomada por un caballero castellano enemigo llamado Sotomaior. Esta hazaña realizada con grave riesgo para su persona, que le envió Gonçalo Pires Juzarte, rompiendo la escuadra castellana y arrebatándola de las garras de Castilla, llevándola consigo y presentándola al infante Juan II de Portugal.   
En esta proeza, Gonçalo Pires contó con la ayuda de otro guerrero portugués, Diogo Gomes de Lemos, segundo descendiente del primer señor de Trofa. 
Esta acción heroica y célebre proeza, junto con otros valiosos y leales servicios que brindó a la Corona portuguesa en África, en las costas de Marruecos, le valieron que el rey João II de Portugal, testigo de tan notable gesta, y como recompensa por dicha hazaña de armas, tras ascender al trono, lo elevó a la Nobleza, lo sacó del cuento plebeyo y le entregó una carta de Armas Nuevas, en alusión a la hazaña que realizó, fechada el 4 de julio de 1483, y dándole conjuntamente el sobrenombre de Bandeira, en conmemoración de su primer acto heroico, es decir en la Bandera la Bandera Real del Reino de Portugal., que había rescatado del poder del Caballero Castellano, y en el león el esfuerzo con que se aprovechó en esta acción, siendo el primero de este apellido el que, supuestamente dejando caer de su virilidad el apellido Juzarte, enviando y ordenando al dicho Rey que él y sus descendientes usaron y continuaron usando, tomó el sobrenombre de Bandeira, que supuestamente agregaron a su Juzarte, con Escudo aprobado el 6 de agosto de 1484, supuestamente llamándose Gonçalo. Pires Juzarte da Bandeira. No recibió más gracias del Rey que el cargo de Escudero Fidalgo da Casa Real  y, en cuanto a intereses, el 7 de agosto de 1484 tenía Carta de Privilegio  y sólo el cargo de Juez de Huérfanos. de Besteiros.      
Las armas otorgadas a Gonçalo Pires Bandeira y empleadas por sus descendientes son: roja con bandera cuadrada de color dorado, perfilada en plata, la cual es portada por un león de azul, armada y farola de rojo, enarbolada en oro; timbre : la bandera del escudo.   

## Matrimonio y descendencia
Se unió en matrimonio con Violante Nunes da Costa (c. 1465 - m. 1530), Señora de la Quinta de Fráguas,  hija de Fernão Nunes da Costa (c. 1434 - ?), que Cristóvão Alão de Morais dice era hermano de João Nunes da Costa, añadiendo que vivía en Quintal, en Besteiros, y era padre de otro Fernão Nunes da Costa, que el mismo autor dice era vecino de Lugar de Fráguas, persona de reconocida nobleza, habiéndose casado en Fráguas y siendo padre de Violante Nunes da Costa. Sin embargo, la cronología sugiere que se trata del mismo Fernão Nunes da Costa, quien vivía en Quintal y contrajo matrimonio con la Heredera de la vecina Quinta de Fráguas. Según este autor, ella se llamaba Violante Nunes Cardoso, hija de Francisco Nunes Cardoso, Señor de la Quinta de Fráguas, y su esposa..., y nieta paterna de Francisco Nunes Barreto, comendador de Castelões en la Orden de Cristo y veador de la Reina Leonor de Portugal, y su esposa Bertoleza de Figueiredo, Señora de Quinta do Telhado en Besteiros, pero que Manuel José da Costa Felgueiras Gaio dice que es nieta paterna de Fernão Nunes Cardoso y su esposa Bartoleza/Bertoleza de Figueiredo.    Con su esposa tuvo un hijo y al menos tres hijas:  
- Filipe Bandeira o Bandeira da Costa, Juez de los Huérfanos de Besteiros y Señor de la Quinta de Fráguas por casar en este lugar a su prima Brites o Mécia da Costa, hija de Nicolau Vaz de Macedo, Capitán Mayor de las Armadas, y su esposa Mécia da Costa, hija de Fernando Álvares Cardoso y su esposa Beatriz Nunes, Señora de Morgado da Lageosa, junto a Viseu, quien fundó Pedro Anes Homem, con una generación, ahora extinta en la edad adulta [3] [10]
- Bartoleza o Bertoleza Bandeira, casada en Outeiro con Sebastião Aranha Maldonado, hijo de Álvaro Fernandes Aranha (que era hijo ilegítimo de Gonçalo Pereira, al que otros llaman Galeote Pereira, comendador de Castelons en la Orden de Cristo, hijo de Fernão Pereira, 3.º Señor de la Tierra de Santa Maria da Feira, y su esposa Ana Aranha Maldonado, quien fue una mujer noble de Besteiros) y su esposa Leonor Lopes do Amaral o Mariana do Amaral, con generación [3] [10]
- Filipa Bandeira, casada en Cinfães, cerca de Lamego, con João Rodrigues Malheiro de Melo, hermano del obispo Pedro o Pero Malheiro, con generación [3] [10]
- Cuatro hijas más, sin descendencia, y todas tenían vínculos no muy grandes con El-Rei, una de ellas: [3] [10]
- Isabel Bandeira, casada con António Luís (de quien tuvo a Roque Bandeira y António Bandeira, sin generación) [3] [10]